# Pseudosparianthis megalopalpa
Pseudosparianthis megalopalpa är en spindelart som beskrevs av Lodovico di Caporiacco 1954. Pseudosparianthis megalopalpa ingår i släktet Pseudosparianthis och familjen jättekrabbspindlar.
Artens utbredningsområde är Franska Guyana. Inga underarter finns listade i Catalogue of Life.